# Angostura (wódka)

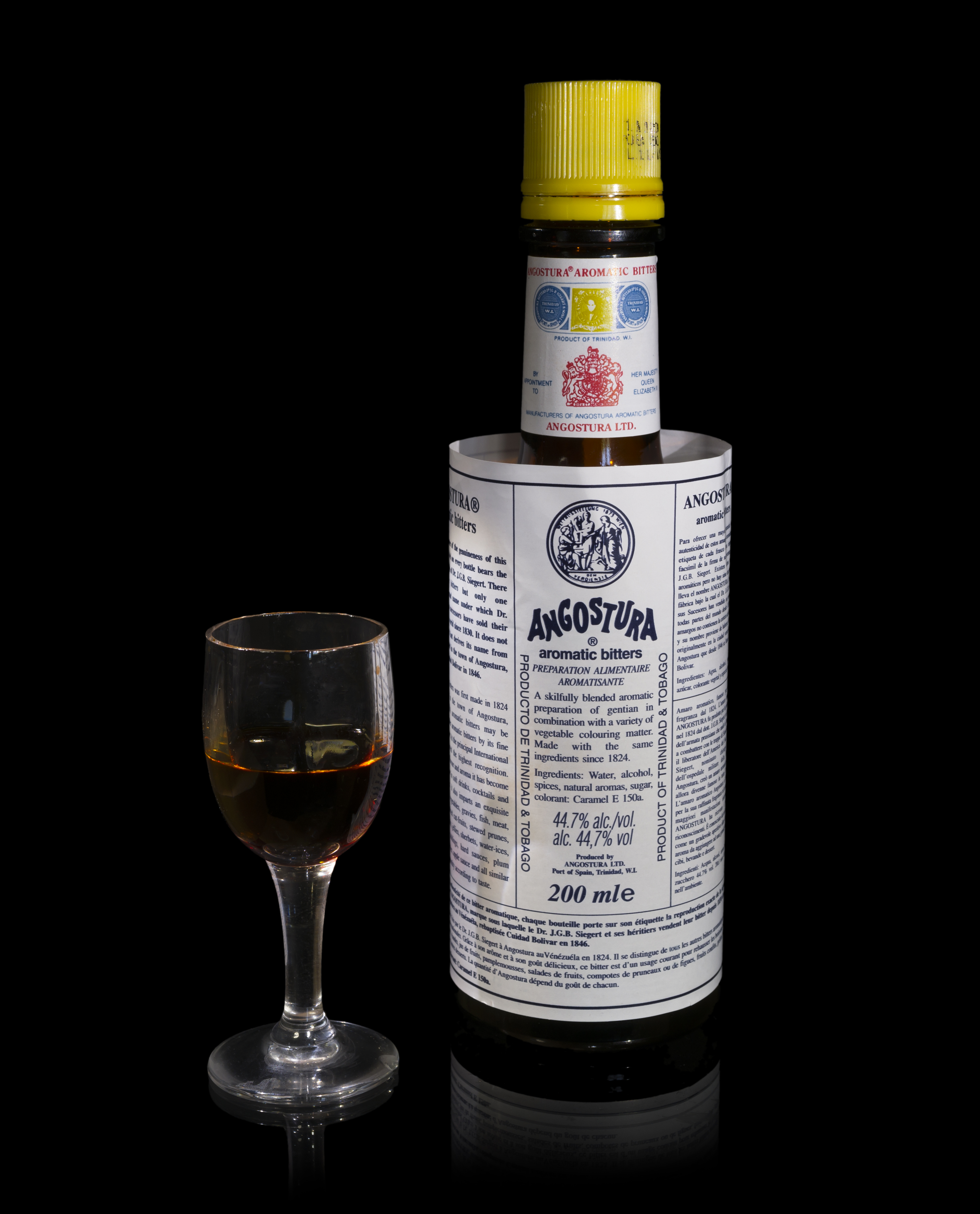
Butelka Angostury

Angostura – gorzka wódka z Trynidadu i Tobago o ciemnoczerwonej barwie, zawierająca 23–45% alkoholu. Jest też aromatyczną przyprawą, którą można dodawać do napojów mieszanych i różnych dań. Używana przez barmanów do aromatyzowania napojów mieszanych. Prawdopodobnie produkowana jest na bazie rumu oraz nalewów i destylatów ziołowych, m.in. korzenia drzewa chinowego i sandałowego, skórkach pomarańczowych.
Nazwa pochodzi od wenezuelskiego miasta Angostura (obecnie Ciudad Bolívar), gdzie została opracowana przez dr. Johanna Siegerta. Oficjalna receptura jest zastrzeżona.
W XIX wieku bittersy można było kupić w aptece, bowiem stosowane były jako remedium na żołądkowe dolegliwości.

## Historia
Receptura została opracowana jako tonik przez Johanna Gottlieba Benjamina Siegerta, niemieckiego generała-chirurga w armii Simóna Bolívara w Wenezueli. Siegert zaczął ją sprzedawać w 1824 r., a w 1830 r. założył w tym celu destylarnię. Siegert miał siedzibę w mieście Angostura (później przemianowanym na Ciudad Bolivar) i stosował lokalnie dostępne składniki, być może korzystając z wiedzy botanicznej miejscowych Indian. Od 1853 r. produkt sprzedawano za granicą, a w 1875 r. produkcję przeniesiono z Ciudad Bolivar do Port of Spain na Trynidadzie, gdzie pozostaje do dziś. Angostura zdobyła medal na Weltausstellung 1873 Wien. Medal ten nadal widnieje na zbyt dużej etykiecie, wraz z rewersem, który przedstawia cesarza Austrii Franciszka Józefa I z profilu.
Dokładna receptura jest ściśle strzeżoną tajemnicą – tylko jedna osoba zna cały przepis, przekazywany dziedzicznie.
Od 2007 roku Angostura produkuje również Angostura Orange, bitters pomarańczowy z jasnymi nutami kwiatowymi i świeżą skórką pomarańczową. Angostura Orange nie zdominowała rynku bittersów pomarańczowych w taki sam sposób, w jaki jej bittersy aromatyczne stały się podstawowym produktem dla barów i konsumentów.
W 2009 roku pojawiły się braki bitterów Angostura; firma poinformowała, że głównym problemem był brak butelek. Pojawiły się nieprawdziwe pogłoski o wycofaniu produktu z rynku lub o wstrzymaniu produkcji bitterów w fabryce na Trynidadzie. Niedobór bitterów był tematem wielu artykułów informacyjnych i blogów, zwłaszcza w branży koktajlowej.

## Użycie
Angostura bitters są bardzo skoncentrowane, zawierają 44,7% alkoholu objętościowo i nie są zwykle spożywane w postaci nierozcieńczonej, lecz używane w niewielkich ilościach jako dodatek smakowy.

### Lecznicze
Angostura bitters ma rzekomo właściwości lecznicze Angostura bitters jest często błędnie uważana za trującą, ponieważ jest kojarzona z korą angostury (której nie zawiera), która, choć nie jest trująca, w czasie jej stosowania jako leku była często fałszowana przez pozbawionych skrupułów sprzedawców, którzy uzupełniali worki z korą tańszą, trującą korą kulczyby wronie oko lub copalchi. Angostura jest nadal często używana przez mieszkańców Trynidadu do leczenia problemów trawiennych, przy założeniu, że składnik, jakim jest goryczka, może pomóc w niestrawności.

### Koktajle
Angostura bitters to kluczowy składnik wielu koktajli. Pierwotnie używano go do łagodzenia rozstroju żołądka żołnierzy armii Simóna Bolívara. Później stał się popularny w wodzie sodowej i zwykle podawano go z ginem. Mieszanka ta utrwaliła się w postaci różowego ginu, a ponadto jest wykorzystywana w wielu innych koktajlach, takich jak long vodka, składający się z wódki, bitterów i lemoniady. W Stanach Zjednoczonych pisco jest najbardziej znane z zastosowania w koktajlach z whiskey: old fashioned, przyrządzanych z whiskey, bitterów, cukru i wody oraz Manhattanach, przyrządzanych zwykle z żytniej whiskey i czerwonego wermutu. W pisco sour kilka kropel posypuje się na wierzch pianki, zarówno dla aromatu, jak i dekoracji. W koktajlu szampańskim kilka kropli bitterów dodaje się do kostki cukru.
W Hongkongu bitters Angostura jest składnikiem miejscowego koktajlu gunner. Choć nie ma go w klasycznej recepturze, barmani dodają czasem więcej smaku do koktajlu mojito, posypując jego wierzch kilkoma kroplami Angostura bitters. Bitters można także stosować w „bezalkoholowych” drinkach; popularnym napojem podawanym w australijskich i nowozelandzkich pubach jest drink z cytryną, limonką i bittersem. W Malawi bitters dodaje się do mieszanki kruszonego lodu, piwa imbirowego i Sprite'a, aby przygotować rock shandy.
W niektórych środowiskach barmańskich (zwłaszcza w Malezji), kieliszek Angostury przyjmuje się jako „uścisk dłoni barmana” w trakcie lub po zakończeniu zmiany.
Największym dostawcą bitterów Angostura na świecie jest Nelsen's Hall Bitters Pub na Washington Island na północno-wschodnim krańcu półwyspu Door Peninsula w Door County, Wisconsin. W czasach prohibicji w Stanach Zjednoczonych pub zaczął sprzedawać bittersy jako „tonik żołądkowy do celów leczniczych” na podstawie licencji farmaceutycznej. Praktyka ta, która przyczyniła się do tego, że pub stał się najstarszą nieprzerwanie działającą tawerną w Wisconsin, pozostała tradycją po zniesieniu prohibicji. Od 2018 roku pub jest gospodarzem Bitters Club, włącza bitters do menu i sprzedaje ponad 10 000 shotów rocznie

#### Popularne drinki z użyciem Angostury Bitters
- Brut cocktail
- Champagne cocktail
- Fallen angel
- Gunner
- Lemon, lime and bitters
- Manhattan
- Old fashioned
- Pink gin
- Pisco sour
- Prince of Wales
- Rum punch
- Rob Roy
- Singapore sling
- Trinidad Sour
- Zombie